# Resistència elèctrica (propietat)
La resistència elèctrica és una mesura del grau d'oposició que presenta un objecte al pas del corrent elèctric. La unitat del Sistema Internacional d'Unitats per a la resistència elèctrica és l'ohm, que se simbolitza amb la lletra grega omega majúscula (Ω). La seva recíproca és la conductància elèctrica que es mesura en siemens.
La resistència d'un objecte depèn en gran part del material amb què estigui fet. Els objectes fets d'aïllants elèctrics com la goma solen tenir una resistència molt alta i una conductància baixa, mentre que els objectes fets de conductor elèctric com els metalls tendeixen a tenir una resistència molt baixa i una conductància alta. Aquesta relació es quantifica per resistivitat o conductivitat. La naturalesa d'un material no és l'únic factor de resistència i conductància, però; també depèn de la mida i la forma d'un objecte perquè aquestes propietats són extensives més que intensives. Per exemple, la resistència d'un cable és més gran si és llarg i prim, i menor si és curt i gruixut. Tots els objectes resisteixen el corrent elèctric, excepte els superconductors, que tenen una resistència de zero.
La resistència R d'un objecte es defineix com la relació entre la tensió V a través d'ell i el corrent I a través d'ell , mentre que la conductància G és la recíproca:
{\displaystyle R={\frac {V}{I}},\qquad G={\frac {I}{V}}={\frac {1}{R}}.}
Per a una gran varietat de materials i condicions, V i I són directament proporcionals entre si i, per tant, R i G són constants (tot i que dependran de la mida i la forma de l'objecte, del material del qual està fet i d'altres factors com la temperatura o la deformació). Aquesta proporcionalitat s'anomena llei d'Ohm, i els materials que la compleixen s'anomenen materials ohmics.
En altres casos, com ara un transformador, díode o bateria, V i I no són directament proporcionals. La proporció VI de vegades encara és útil, i es coneix com a resistència cordal o resistència estàtica, ja que correspon al pendent invers d'una corda entre l'origen i una corba I–V. En altres situacions, la derivada {\textstyle {\frac {\mathrm {d} V}{\mathrm {d} I}}} pot ser més útil; això s'anomena resistència diferencial.

## Definició
Qualsevol objecte físic és una mena de resistència. La majoria dels metalls són conductors i tenen una baixa resistència al flux elèctric. El cos humà, un tros de plàstic, o fins i tot el buit, tenen una resistència que es pot mesurar. Els materials que tenen una gran resistència s'anomenen aïllants.
La quantitat de resistència que presenta un circuit elèctric determinarà la quantitat de corrent que passarà (fluirà) pel circuit per a un determinat voltatge aplicat als extrems del circuit, seguint la llei d'Ohm:
{\displaystyle R={\frac {\Delta V}{I}}}
on
R és la resistència de l'objecte, mesurada en ohms, equivalent a J·s/C²
ΔV és la diferència de potencial entre els extrems de l'objecte, mesurada en volts (V).
I és el corrent que passa a través de l'objecte, mesurat en amperes (A).
Per a una gran varietat de materials i condicions, la resistència elèctrica no depèn de la quantitat de corrent que passa o del voltatge aplicat. V també pot ser mesurat directament o calculat a partir d'una resta de voltatges relatius respecte a un punt de referència. En el cas del corrent altern pot haver problemes en utilitzar aquest mètode si les mesures respecte al punt de referència no estan en fase.

## Pèrdues causades per la resistència elèctrica
La resistència és responsable d'una dissipació d'energia en forma de calor, aquesta propietat es denomina efecte Joule. Quan un corrent I flueix a través d'un objecte amb una resistència R, l'energia elèctrica es converteix en calor en una proporció de potència igual a:
{\displaystyle P={I^{2}\cdot R}\,}
on
P és la potència mesurada en watts
I és el corrent mesurat en amperes
R és la resistència mesurada en ohms
Aquest efecte és útil en algunes aplicacions com ara les bombetes elèctriques o els escalfadors elèctrics, però és un efecte no desitjat en altres casos com en la transmissió del corrent elèctric a través de la xarxa elèctrica.

## Homonímia
El substantiu "resistència" es fa servir per designar dos conceptes diferents: El de propietat física d'un material segons el grau d'oposició al pas d'un corrent elèctric, i el de component o transformador energètic que forma part d'un circuit elèctric.

## Resistència en els conductors

### Resistència amb corrent continu
En el cas del corrent continu, en tant que la densitat de corrent és totalment uniforme a tot el conductor, la resistència R d'un conductor de secció regular pot ser calculada com:
{\displaystyle R={l\cdot \rho  \over A}={\frac {l}{\gamma .A}}\,}
on
l és la longitud del conductor, mesurada en metres
A és l'àrea de la secció transversal del conductor, mesurada en metres quadrats
ρ (lletra grega rho) és la resistivitat elèctrica del material, mesurada en ohm.metre. La resistivitat és una mesura de la capacitat del material d'oposar-se al flux del corrent elèctric.
{\displaystyle \gamma \,} és la conductivitat elèctrica, mesurada en (Ω.m)-1.
A la pràctica, la densitat de corrent no és uniforme a gairebé cap de les connexions de conductors reals, però tanmateix l'equació anterior dona una bona aproximació per als conductors llargs i prims com són els fils elèctrics.

### Resistència amb corrent altern
En el cas del corrent altern a altes freqüències a causa de l'efecte pel·licular es redueix l'àrea efectiva de la secció del fil elèctric (perquè hi ha més densitat de corrent a la superfície que al centre) i això fa que la resistència efectiva sigui més gran del que ho seria en el cas del corrent continu.
A més, si hi ha altres conductors pròxims, la resistència encara s'incrementarà per l'efecte de proximitat.

## Classificació dels materials segons llur resposta resistiva
Segons sigui la magnitud de la resistivitat (conductivitat) els materials es poden classificar en superconductors, conductors, semiconductors i aïllants, ordenats segons valor creixent de resistivitat. El fenomen de la superconductivitat solament hi apareix en determinats materials i condicions físiques.